# Lara Arruabarrena
Lara Arruabarrena (Tolosa, 20 de março de 1992) é uma ex-tenista profissional espanhola. Conquistou 10 títulos do circuito WTA (2 simples e 8 duplas), 2 challengers e 21 do circuito ITF. Anunciou aposentadoria em 12 de agosto de 2022.

## Finais

### Circuito WTA

#### Simples: 4 (2 títulos, 2 vices)
| Status                   | V–D                      | Torneio                                | Categoria                | Adversária                | Resultado     |
| Data                     | Data                     | Cidade/país                            | Piso                     | Adversária                | Resultado     |
| ------------------------ | ------------------------ | -------------------------------------- | ------------------------ | ------------------------- | ------------- |
| Vice (2–2) 15 abr 2018   | Vice (2–2) 15 abr 2018   | Claro Open Colsanitas Bogotá, Colômbia | WTA International saibro | Anna Karolína Schmiedlová | 2–6, 4–6      |
| Vice (2–1) 15 abr 2017   | Vice (2–1) 15 abr 2017   | Claro Open Colsanitas Bogotá, Colômbia | WTA International saibro | Francesca Schiavone       | 4–6, 5–7      |
| Campeã (2–0) 25 set 2016 | Campeã (2–0) 25 set 2016 | Korea Open Tennis Seul, Coreia do Sul  | WTA International duro   | Monica Niculescu          | 6–0, 2–6, 6–0 |
| Campeã (1–0) 19 fev 2012 | Campeã (1–0) 19 fev 2012 | Copa BBVA Colsanitas Bogotá, Colômbia  | WTA International saibro | Alexandra Panova          | 6–2, 7–5      |

#### Duplas: 14 (8 títulos, 6 vices)
| Status                | V–D                   | Torneio                                         | Categoria                    | Parceira                | Adversárias                            | Resultado          |
| Data                  | Data                  | Cidade/país                                     | Piso                         | Parceira                | Adversárias                            | Resultado          |
| --------------------- | --------------------- | ----------------------------------------------- | ---------------------------- | ----------------------- | -------------------------------------- | ------------------ |
| Campeã (8–6) Set 2019 | Campeã (8–6) Set 2019 | KEB Hana Bank Korea Open Seul, Coreia do Sul    | WTA International duro       | Tatjana Maria           | Hayley Carter Luisa Stefani            | 7–67, 3–6, [10–7]  |
| Vice (7–6) Jul 2018   | Vice (7–6) Jul 2018   | Ladies Championship Gstaad Gstaad, Suíça        | WTA International saibro     | Timea Bacsinszky        | Alexa Guarachi Desirae Krawczyk        | 6–4, 4–6, [6–10]   |
| Campeã (7–5) Jul 2016 | Campeã (7–5) Jul 2016 | Ladies Championship Gstaad Gstaad, Suíça        | WTA International saibro     | Xenia Knoll             | Annika Beck Evgeniya Rodina            | 6–1, 3–6, [10–8]   |
| Campeã (6–5) Abr 2016 | Campeã (6–5) Abr 2016 | Claro Open Colsanitas Bogotá, Colômbia          | WTA International saibro     | Tatjana Maria           | Gabriela Cé Andrea Gámiz               | 6–2, 4–6, [10–8]   |
| Vice (5–5) Oct 2015   | Vice (5–5) Oct 2015   | Prudential Hong Kong Tennis Open · Hong Kong    | WTA International duro       | Andreja Klepač          | Alizé Cornet Yaroslava Shvedova        | 5–7, 4–6           |
| Campeã (5–4) Set 2015 | Campeã (5–4) Set 2015 | Korea Open Tennis Seul, Coreia do Sul           | WTA International duro       | Andreja Klepač          | Kiki Bertens Johanna Larsson           | 2–6, 6–3, [10–6]   |
| Vice (4–4) Ago 2015   | Vice (4–4) Ago 2015   | Citi Open Washington, Estados Unidos            | WTA International duro       | Andreja Klepač          | Belinda Bencic Kristina Mladenovic     | 5–7, 76–7          |
| Vice (4–3) Jul 2015   | Vice (4–3) Jul 2015   | Nürnberger Gastein Ladies Bad Gastein, Áustria  | WTA International saibro     | Lucie Hradecká          | Danka Kovinić Stephanie Vogt           | 6–4, 4–6, [10–3]   |
| Vice (4–2) Mai 2015   | Vice (4–2) Mai 2015   | Nürnberger Versicherungscup Nuremberg, Alemanha | WTA International saibro     | Raluca Olaru            | Chan Hao-ching Anabel Medina Garrigues | 2–6, 56–7          |
| Campeã (4–1) Fev 2015 | Campeã (4–1) Fev 2015 | Abierto Mexicano Telcel Acapulco, México        | WTA International duro       | María Teresa Torró Flor | Andrea Hlaváčková Lucie Hradecká       | 7–62, 5–7, [13–11] |
| Vice (3–1) Out 2014   | Vice (3–1) Out 2014   | Japan Women's Open Tennis Osaka, Japão          | WTA International duro       | Tatjana Maria           | Shuko Aoyama Renata Voráčová           | 1–6, 2–6           |
| Campeã (3–0) Set 2014 | Campeã (3–0) Set 2014 | Kia Korea Open Seul, Coreia do Sul              | WTA International duro       | Irina-Camelia Begu      | Mona Barthel Mandy Minella             | 6–3, 6–3           |
| Campeã (2–0) Abr 2014 | Campeã (2–0) Abr 2014 | Claro Open Colsanitas Bogotá, Colômbia          | WTA International saibro     | Caroline Garcia         | Vania King Chanelle Scheepers          | 7–65, 6–4          |
| Campeã (1–0) Abr 2013 | Campeã (1–0) Abr 2013 | BNP Paribas Katowice Open Katowice, Polônia     | WTA International saibro (c) | Lourdes Domínguez Lino  | Raluca Olaru Valeria Solovyeva         | 6–4, 7–5           |

### Circuito WTA Challenger

#### Simples: 1 (1 título)
| Status                 | V–D                    | Torneio                      | Categoria              | Adversária       | Resultado |
| Data                   | Data                   | Cidade/país                  | Piso                   | Adversária       | Resultado |
| ---------------------- | ---------------------- | ---------------------------- | ---------------------- | ---------------- | --------- |
| Vice (1–0) 17 fev 2013 | Vice (1–0) 17 fev 2013 | Copa Bionaire Cáli, Colômbia | WTA 125K Series saibro | Catalina Castaño | 6–3, 6–2  |

#### Duplas: 1 (1 título)
| Status                | V–D                   | Torneio                                       | Categoria              | Parceira        | Adversárias         | Resultado         |
| Data                  | Data                  | Cidade/país                                   | Piso                   | Parceira        | Adversárias         | Resultado         |
| --------------------- | --------------------- | --------------------------------------------- | ---------------------- | --------------- | ------------------- | ----------------- |
| Campeã (1–0) Ago 2019 | Campeã (1–0) Ago 2019 | Liqui Moly Open Karlsruhe Karlsruhe, Alemanha | WTA 125K series saibro | Renata Voráčová | Han Xinyun Yuan Yue | 26–7, 6–4, [10–4] |

### Grand Slam Juvenil

#### Duplas: 1 (1 vice)
| Posição | Ano  | Torneio       | Piso   | Parceira                | Oponente                    | Placar   |
| ------- | ---- | ------------- | ------ | ----------------------- | --------------------------- | -------- |
| Vice    | 2010 | Roland Garros | Saibro | María Teresa Torró Flor | Tímea Babos Sloane Stephens | 2–6, 3–6 |